# Bianca e Falliero
De opera Bianca e Falliero o sia Il consiglio dei tre van Rossini ging op 26 december 1819 in première in het Teatro alla Scala van Milaan. Het libretto was geschreven door Felice Romani. Het is gebaseerd op het toneelstuk Blanche et Montcassin ou Les Vénétiens van Antoine-Vincent Arnauld.

## Rolverdeling
- Bianca, dochter van Contareno - sopraan
- Falliero, een generaal in dienst van Venetië - alt
- Contareno, een Venetiaans senator - tenor
- Capellio, een Venetiaans senator die verliefd is op Bianca - bas
- Costanza, de min van Bianca - sopraan
- Priuli, de Doge van Venetië - bas
- Pisani, een lid van de Raad van Drie - tenor
- Een officier aan het hof van de Doge - tenor

De zangers die de rol creëerden waren:
- Bianca: Violante Camporesi
- Falliero: Carolina Bassi
- Contareno: Claudio Bonoldi
- Capellio: Giuseppe Fioravanti

## Muziek
Het meest geprezen stuk uit deze partituur is het kwartet uit het tweede bedrijf "Cielo il mio labbro ispira". Niet toevallig is dit ook het dramatisch hoogtepunt van het verhaal: Bianca komt haar geliefde verdedigen op het proces voor de Raad van Drie.
Dit kwartet wordt door Stendhal de hemel ingeprezen. Zelfs de componist (en muzikaal rivaal) Giovanni Pacini verklaarde dat dit kwartet meer waard was dan zijn nieuwe opera voor Milaan, Vallace.
De populariteit van dit stuk leidde ertoe dat bij de eerste opvoering van La donna del lago in Parijs dit kwartet toegevoegd werd in het tweede bedrijf (Théâtre Italien, 1825), terwijl de rest van de partituur genegeerd werd. Deze gewoonte werd zelfs nog in de twintigste eeuw toegepast (onder meer in een opvoering in Florence in 1970).
Ook in deze opera gebruikte Rossini een eerder gecomponeerd nummer. Het gaat om de laatste aria uit La donna del lago, "Tante affetti, in tal momento", die Rossini slechts enkele maanden eerder componeerde voor Napels. In deze opera wordt hij "Teco resto, in te rispetto". De muziek is aangepast aan de situatie, voornamelijk in de brug-sectie.
Delen van de muziek van deze opera werden later door Rossini herbruikt. Zo zou de orkestrale introductie op de aria van Bianca, "Della rosa il bel vermiglio", worden getransponeerd en als inleiding dienen van het duet "Nel suo divin sembiante" uit Il viaggio a Reims (welk duet op zijn beurt werd herwerkt tot "Ah! quel respect, madame" in Le Comte Ory).

## Uitvoeringen
De eerste reacties van het publiek in 1819 waren eerder lauw en de kritieken voornamelijk negatief. Het kwartet uit het tweede bedrijf en het duet Bianca-Falliero uit het eerste bedrijf werden het meest gewaardeerd. De opera werd ondanks deze lauwe ontvangst 39 maal opgevoerd in Milaan. Dit is de langstlopende opera-seria van Rossini in Milaan.
Nadien volgden verschillende opvoeringen, onder andere in Lissabon (1824), Wenen (1825) en Napels (1825). De opera bleef in het repertoire tot 1846 (opvoering in Cagliari). Daarna verdween de opera van de affiches.
De eerste uitvoering in de twintigste eeuw kwam in 1986 tijdens het Rossini Opera Festival in Pesaro. De opvoering, met onder andere Katia Ricciarelli, Marylin Horne en Chris Merrit, vernieuwde de aandacht voor deze opera. Deze uitvoering werd ook op de plaat vastgelegd en is nog steeds op cd te verkrijgen.
De opvoeringen blijven echter schaars; genoemd kunnen worden:
- een uitvoering op 7 december 1987 in het Dade County Auditorium in Miami
- in 1989 een herneming door het Rossini Opera Festival van de productie van 1986 met onder anderen Gregory Kunde, Lella Cuberli en Martine Dupuy
- in 2000 een concertante uitvoering, gevolgd door eerste studio-opname van het werk
- in 2005 een nieuwe productie door het Rossini Opera Festival, met Daniela Barellona, Maria Bayo en Francesco Meli in de hoofdrollen; deze uitvoering is sinds 2007 te zien op dvd bij het label Dynamic.

La cambiale di matrimonio (1810) · L'equivoco stravagante (1811) · L'inganno felice (1812) · Ciro in Babilonia (1812) · La scala di seta (1812) · Demetrio e Polibio (1812) · La pietra del paragone (1812) · L'occasione fa il ladro (1812) · Il signor Bruschino (1813) · Tancredi (1813) · L'italiana in Algeri (1813) · Aureliano in Palmira (1813) · Il turco in Italia (1814) · Sigismondo (1814) · Elisabetta, regina d'Inghilterra (1815) · Torvaldo e Dorliska (1815) · Il barbiere di Siviglia (1816) · La gazzetta (1816) · Otello (1816) · La Cenerentola (1817) · La gazza ladra (1817) · Armida (1817) · Adelaide di Borgogna (1817) · Mosè in Egitto (1818) · Ricciardo e Zoraide (1818) · Adina (1818) · Ermione (1819) · Eduardo e Cristina (1819) · La donna del lago (1819) · Bianca e Falliero (1819) · Maometto II (1820) · Matilde di Shabran (1821) · Zelmira (1822) · Semiramide (1823) · Ugo, re d'Italia (1824) · Il viaggio a Reims (1825) · Le siège de Corinthe (1826) · Ivanhoé (1826) · Moïse et Pharaon (1827) · Le comte Ory (1828) · Guillaume Tell (1829)